# قائمة العطل الرسمية في جمهورية التشيك
العطل الرسمية في الجمهورية التشيكية:
| التاريخ     | الاسم بالعربية                         | الاسم بالتشيكية                                 | معلومات |
| ----------- | -------------------------------------- | ----------------------------------------------- | --- |
| 1 يناير     | رأس السنة                              | Den obnovy samostatného českého státu; Nový rok | انقسام تشيكوسلوفاكيا إلى دولتي التشيك وسلوفاكيا عام 1993.                                                                      |
| إبريل، مارس | الجمعة العظيمة (عيد الفصح)             | Velký pátek                                     | عيد الجمعة العظيمة أصبح عطلة رسمية في تشيكيا ابتداء من عام 2016.                                                               |
| إبريل، مارس | ليلة الاثنين العظيمة (اثنين عيد الفصح) | Velikonoční pondělí                             | |
| 1 مايو      | عيد العمال                             | Svátek práce                                    | |
| 8 مايو      | عيد التحرير                            | Den vítězství or Den osvobození                 | يوم انتهاء الجزء الأوروبي من الحرب العالمية الثانية.                                                                           |
| 5 يوليو     | يوم كيرلس وميثوديوس                    | Den slovanských věrozvěstů Cyrila a Metoděje    | قدم القديسين كيرلس وميثوديوس من البلقان إلى مورافيا العظيمة في عام 863؛ لنشر الإيمان المسيحي ومحو الأمية.                      |
| 6 يوليو     | يوم يان هوس                            | Den upálení mistra Jana Husa                    | في عام 1415 تم إحراق المصلح الديني يان هوس.                                                                                    |
| 28 سبتمبر   | يوم قيام الدولة التشيكية.              | Den české státnosti                             | في عام 935 القديس فاتسلاف الأول دوق بوهيميا وعراب الدولة التشيكية قتل على يد أخيه.                                             |
| 28 أكتوبر   | يوم الاستقلال التشيكوسلوفاكي.          | Den vzniku samostatného československého státu  | تكوين جمهورية تشيكوسلوفاكيا عام 1918.                                                                                          |
| 17 نوفمبر   | عيد النضال من أجل الحرية والديمقراطية. | Den boje za svobodu a demokracii                | في يوم ذكرى التظاهرة الطلابية ضد الاحتلال النازي عام 1939 ،وذكرى المظاهرة في عام 1989 التي كانت شرارة انطلاقة الثورة المخملية. |
| 24 ديسمبر   | ليلة عيد الميلاد                       | Štědrý den                                      | يتم الاحتفال بعيد الميلاد في مساء يوم الرابع والعشرين من ديسمبر.                                                               |
| 25 ديسمبر   | عيد الميلاد                            | 1. svátek vánoční                               | |
| 26 ديسمبر   | اليوم الثاني لعيد الميلاد              | 2. svátek vánoční                               | يوم القديس إسطفانوس. |

## وصلات خارجية
- معلومات العطل الرسمية من موقع وزارة الشؤون الاجتماعية والعمل التشيكية
- نصائح للسفر، موقع رسمي تشيكي
- معلومات عامة عن العطل التشيكية نسخة محفوظة 13 يناير 2014 على موقع واي باك مشين.